# Hjärta du som kämpar, strider
Hjärta du som kämpar, strider är en psalmtext av Christina Charlotta Lindholm till en melodi komponerad av Joseph Haydn. Texten har tre 8-radig verser och melodin är i d-moll 4/4-dels takt.

## Publicerad i
- Metodistkyrkans psalmbok 1896 som nr 333 under rubriken "Tålamod och undrgifvenhet".
- Nya Pilgrimssånger 1892 som nr 269 under rubriken "Strid och lidande".
- Psalmisten 1922 som nummer 352.